# Poncho Vázquez (libro)
La biografía del General Ildefonso V. Vázquez titulada Poncho Vázquez fue escrita por su hermano Ricardo L. Vázquez en 1940. El libro se divide en dos partes, la primera es esencialmente toda la biografía del General revolucionario y de sus antepasados, particularmente de su bisabuelo y de su padre; y la segunda, contiene únicamente artículos de periódico que fueron escritos por la muerte del General. El relato se basa principalmente en el propio testimonio de Ricardo, cartas de Ildefonso y su hoja de servicios, existente en la Secretaría de Defensa Nacional.

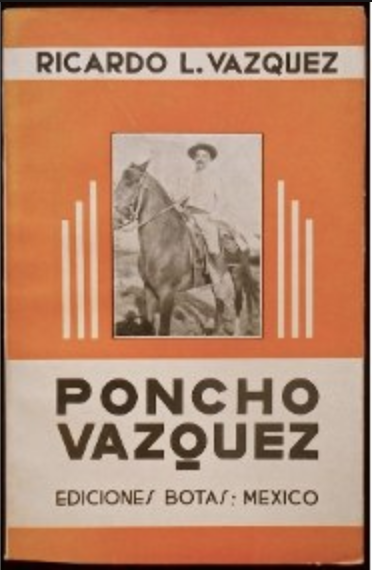
Portada del libro

## Prólogo
Antes de comenzar con la biografía, el autor menciona una dura crítica que hace José Vasconcelos en su obra La tormenta a Poncho Vázquez cuando lo conoció en Monterrey cuando Poncho era ya Comandante de La Plaza de Monterrey. En este relato menciona que el General se ganó su título de “héroe de Candela” por haber dirigido un pelotón de “40 rancheros”, además menciona que Ildefonso no tenía talento, ni era muy listo, y que sus buenas intenciones no eran suficientes para hacer el bien y que fue nombrado coronel por favoritismos de Carranza. Finalmente, el exrector de la Universidad Nacional recuerda cómo el General lo llevó en la noche a unos prostíbulos donde las muchachas no eran nada agraciadas. Ricardo L. Vázquez, hermano de Poncho Vázquez, justifica la biografía diciendo que todos esos falsos relatos sobre la personalidad de su hermano serían fácilmente borrados si alguien se decidiera a escribir su biografía.

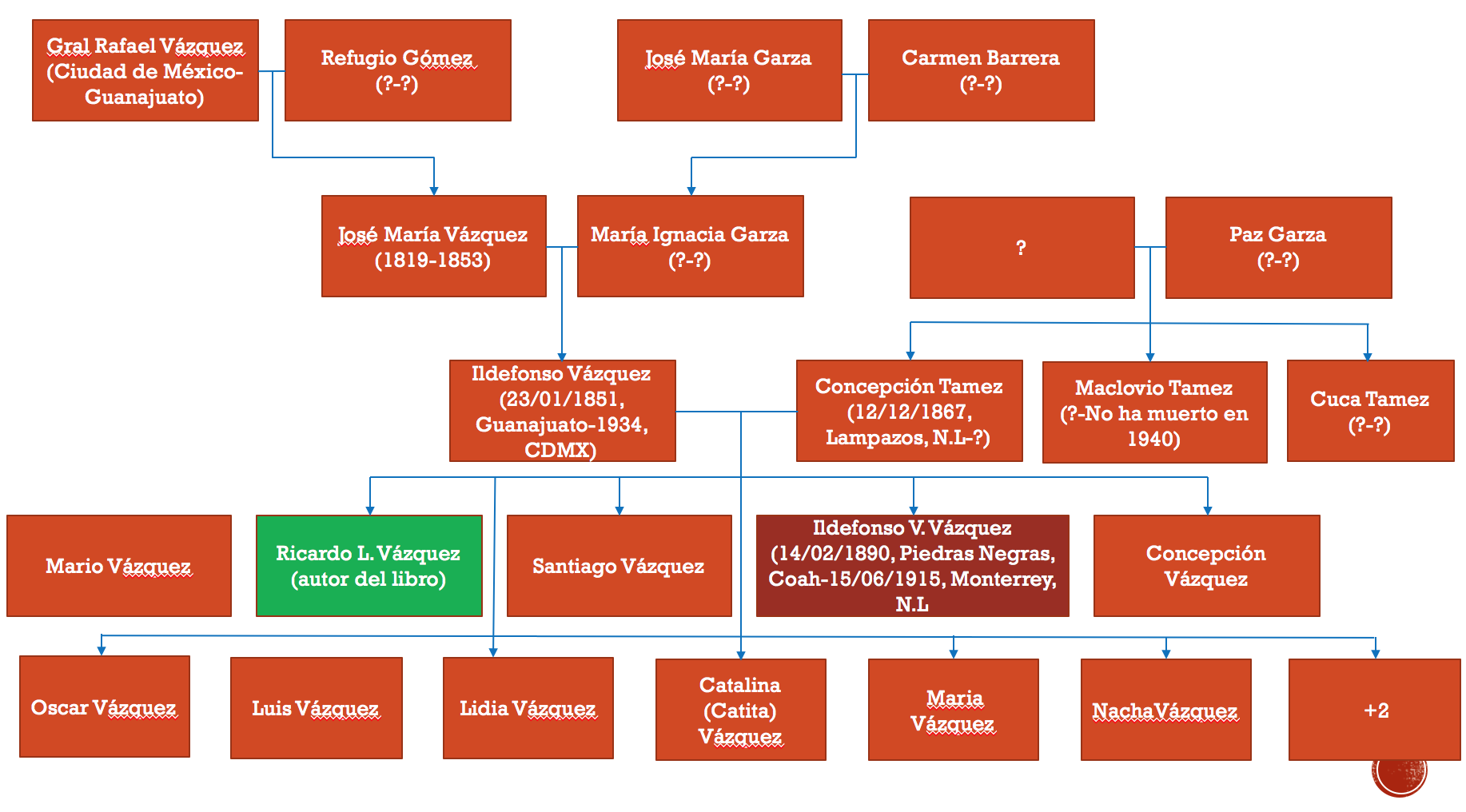
Árbol genealógico de Poncho Vázquez

## Primera Parte

### Capítulo I
Este primer capítulo está dedicado a una pequeña biografía del padre de Poncho Vázquez, don Ildefonso Vázquez. El autor explica que su padre, nacido en Guanajuato, se mudó al estado de Nuevo León donde se crio. Don Ildefonso ocupó los cargos de Presidente Municipal de Piedras Negras, Tesorero de Monterrey, y una vez comenzada la revolución contra Villa, se vio obligado a trasladarse junto con su familia a Matamoros, en donde ocupó el cargo de Jefe de Hacienda.
Fue en esa etapa de su vida cuando murió su hijo, el general Poncho Vázquez. El autor relata el funeral de su hermano en el que “todo Monterrey estaba presente”; también describe un poco del duro carácter de su padre durante el luto “Sufría y sin embargo callaba. ¡Ah!, porque mi padre sabía sufrir en silencio; jamás demostraba dolor; imposible que dijera: sufro.”.
Tiempo después fue elegido senador de Nuevo León en el Congreso de la Unión y en 1920, tanto por tener muy buena amistad con el presidente Carranza como por cumplir su deber como senador, lo acompañó en su viaje a Veracruz, donde pensaba fortalecerse para oponerse a la próxima presidencia del general Álvaro Obregón. Carranza no llegó a su destino: Fue asesinado en Tlaxcalantongo, Puebla. el autor menciona la divertida anécdota de cómo don Ildefonso volvió a México. Fue reelegido al puesto de senador en las siguientes elecciones y secuestrado por oponerse al Tratado de Bucareli. Una vez liberado y con Obregón en el poder dejó el país. A la edad de 83 años, comenzó a sentir un malestar estomacal que en los pocos días lo lleva a la muerte. Falleció un 6 de julio, rodeado de sus hijos y nietos y “en conocimiento completo.”.

### Capítulo II
En el segundo capítulo, el autor relata la vida del bisabuelo de Poncho, el General Rafael Vázquez quien proclamó la independencia de Aguascalientes el 21 de mayo de 1821 para después unirse al Ejército Trigarante. Estuvo bajo las órdenes de Celestino Negrete, de quien recibió su ascenso a Teniente Coronel, de Santa Anna en la toma de Guanajuato el 8 de octubre de 1833 donde “vuelve a portarse como un valiente y el Gobierno los distingue premiándolo con el ascenso a Coronel”, y de Guadalupe Victoria en Chilapa el 6 de marzo de 1834 en la cual dirigió a una brigada de caballería. 
Rafael Vázquez fue nombrado General de Brigada el 25 de junio de 1839, después de su participación en los combates de Aguas Verdes y durante la época de la Guerra de Texas, el autor comenta que está acompañado por su familia y particularmente por sus hijos Pedro y Pablo, quienes eran oficiales. Toma San Antonio el 8 de marzo de 1842 dirigiendo a 389 hombres. Ricardo Vázquez relata la vida familiar del General Rafael Vázquez, menciona el matrimonio de su hijo José María con María Ignacia Garza así como el nacimiento de su primer nieto, Rafael Vázquez Garza. 
El general Rafael Vázquez libró batallas para restaurar el orden en los estados de San Luis Potosí, Guerrero, Guanajuato, Hidalgo y Jalisco. Finalmente fue nombrado comandante general del Estado de Jalisco el 10 de noviembre de 1851. Ya en una situación militarmente estable, mandó llamar a su familia, que se encontraba en el norte del país, y los instala en la hacienda La Noria de Alday que es donde nació Ildefonso Vázquez Garza el 23 de enero de 1851. “Y es aquí, en la hacienda La Noria de Alday, donde muere el gran patriota”, dejando la administración de las propiedades en manos de su hijo José María. Es muy interesante constatar el camino de Rafael Vázquez con la de Poncho, fueron muy similares y se podría decir que Poncho estuvo sumamente ligado a la vida de su bisabuelo.

### Capítulo III
En esta parte de la biografía el autor nos habla del traslado ordenado por el General Juan Zuazua de la viuda doña María Ignacia hacía Lampazos de Naranjo, N.L. Rafael Vázquez hace mención de esta ciudad con mucho cariño diciéndonos “¡Lampazos!, tierra de distinción; madre de patriotas; musa de inspirados poetas; creadora de oradores; morada de valientes.”. En este tercer capítulo se habla también de la niñez de don Ildefonso Vázquez Garza que desde niño mostró nobleza y carácter poco caprichoso, “vivía dentro de la realidad”. Don Ildefonso estudió en el colegio civil de Nuevo León, y al regresar a Lampazos pone, junto con su hermano Luis, la casa comercial Vázquez Hermanos. Ricardo nos revela que don Ildefonso conoce a su futura esposa, Concepción Tamez a pocos días de que ella naciera en 1867. Se casan 17 años después y se mudan a Piedras Negras, Coahuila, tienen 13 hijos entre los cuales se encuentra Ildefonso Valentín.

### Capítulo IV
Durante sus 2 primeros años de edad hasta los 8, Ildefonso vivió con su abuela Paz y su tío Maclovio en Villa de Morelos; es ahí donde lo comenzaron a llamar Poncho. El autor nos cuenta que tenía el pelo rubio rizado y un aspecto un poco afeminado que le provocó numerosas burlas para las cuales necesitó la defensa de su “nana” Cipriana. El autor nos menciona que Cipirana estuvo encargada de toda la familia Tamez y que tuvo un particular cariño por Poncho “Todo para mi güero—dice Cipriana”. Pasa el autor a contarnos sobre Daniel Castaño, rico ganadero de Lampazos que contrajo matrimonio con Cuca Tamez, tía de Poncho. Recuerda el autor las vacaciones de la familia Vázquez en las diferentes propiedades de Daniel Castaño : “En las haciendas se montaba a caballo; se bebía leche de cabra; se comía carne de venado y se disfrutaba de las sandías de la casa”. Daniel quería mucho a Poncho y siempre lo ponía de ejemplo a los demás por sus habilidades de lazar, jinetear y capar, que luego le sirvieron mucho en su vida revolucionaria.

### Capítulo V
Este quinto capítulo está dedicado a Maclovio Tamez, tío de Poncho. El tío Maclovio fue quien se llevó a Poncho a Villa de Morelos ya que le tenía mucho cariño y lo presumía todo el mundo a tal grado que era famoso Poncho en el pueblo. Más tarde, cuando Poncho tiene 21 años se organiza con su tío para formar el club “José María Morelos” y mandan una carta en la que apoyan a Francisco I. Madero y a Francisco Vázquez Gómez como presidente y vicepresidente de México. Ya durante los inicios de la Revolución, Maclovio acompaña a Poncho en sus combates y lo defiende de aquellos generales que lo envidian y los tratan de “Maquiavelos”, “Gusta de dormir precisamente en el mismo lugar donde Poncho duerma[…] sabe que hay peligro para su sobrino que tanto quiere.”.

### Capítulo VI
Poncho va a estudiar al Seminario de Monterrey y se muestra desde pequeño muy organizador con sus compañeros de escuela, el autor nos menciona el juego de "Team Base” como ejemplo de su liderazgo y valentía a temprana edad. A los 12 años, le entró un gusto por el teatro y organizó una muy popular tropa de teatro; hacía los programas a lápiz y su mayor triunfo fue el Juan Tenorio de Zorrilla. Durante sus vacaciones organizaba en el patio de su casa corridas de toros en las que él era matador y espectáculos de circo en las que participaba de acróbata y payaso. Ricardo hace mucho énfasis en la popularidad y cariño por parte de la gente que tuvieron estos eventos así como la gran organización que tenía Poncho para llevarlos a cabo. Por las distintas dificultades que implicaba el hacerlo en su casa se cancelaron estos eventos y a cambio su padre le regaló un caballo, “Canica”. El autor menciona algunas peripecias que vivió su hermano mientras montaba: molestaba a las vacas de un granjero y organizaba corridas contra los policías del pueblo. El General Poncho Vázquez no termina el Seminario de Monterrey porque “todo era hablar con santos” y se traslada a la Escuela Nacional Preparatoria en la Ciudad de México. Durante su estancia adquiere un gran gusto por la lectura, sobre todo de libros de Historia; menciona también en sus notas de lectura su gusto y estupefacción por Lamartine, Curcio, y las novelas de Balzac y Dostoyevski. Nos menciona Ricardo que más tarde Poncho trabajó en una casa comercial extranjera en EUA donde aprendió inglés. Este capítulo es muy interesante ya que nos muestra con más profundidad el carácter de Poncho desde pequeño, así como su gran interés por la lectura y la cultura; contrariando la visión superficial que tuvo José Vasconcelos de él.

### Capítulo VII
Durante el periodo final de la dictadura porfirista la crítica era cada vez más dura. Ricardo Vázquez relata el periodo. Menciona el autor que el respeto a las autoridades disminuía cada día y el gobierno se desprestigiaba; hubo algunos periodistas como Flores Magón, Juan Sarabia y Antonio I. Villarreal entre otros, que eran la sensación del momento. Muchos intentos de levantamiento en el Norte creaban un ánimo de la caída de la dictadura y Madero comenzaba su gira por el país para llamar a la unidad. Sigue Ricardo Vázquez dándonos el sentimiento general de la nación, el de olvido de ciertas clases sociales, el del pueblo como soberano del Estado y pilar del gobierno, un sentimiento de revolución : “Todo el país era de los hombres en poder […] Los gobiernos siempre consideran a los poderosos. Los ricos nunca observan la necesidad de los pobres”. “Los gobiernos caen cuando el pueblo les haya quitado su apoyo; cuando las masas populares vean que los hombres del poder se han convertido en dueños”. Hace mucho hincapié en que la revolución sucede cuando se comete una falta a la democracia y que además debe de hacerla el pueblo y no los militares, ya que puede ser peor.
Es durante este periodo que Poncho Vázquez, reconociendo el movimiento de Madero, se incorpora a las fuerzas de Pablo González en el Puerto del Carmen, Coahuila el 22 de enero de 1911; empieza librando batallas contra los porfiristas y comienza a “demostrar sus dotes militares y su valor” en la batalla de las Cuatro Ciénagas. Se le nombra Capitán Segundo y por muestras de valor en la toma de Monclova, el 29 de mayo se le asciende a Capitán Primero. A causa del licenciamiento del “Ejército Liberador”, se retira a la vida privada. El General nos menciona que durante su primera etapa como militar  “me hizo ver que puedo serlo”.
Es con el motivo del levantamiento del General Pascual Orozco que es invitado a seguir su vida militar y se hizo parte de los cuerpos militares formados en Coahuila por Venustiano Carranza. Es bajo las órdenes del Coronel Alberto Guajardo que lucha contra los rebeldes Cheché Campos, Terrazas e Indio Mariano en Durango, Jomulco y Coahuila. Más tarde se le ordena comandar escuadrones del Primer Cuerpo de Carabineros de Coahuila junto con Francisco Murguía y se trasladan a la Ciudad de México. Cuenta Poncho Vázquez en una carta una anécdota sobre un combate librado en el Estado de México el 4 de febrero de 1913, durante este periodo los Carabineros estuvieron agregados a las columnas de Aureliano Blanquet: “la sierra que antes me había parecido bella y atractiva, ahora principiaba a inquietarme”, nos contaba El General Vázquez previo a una emboscada del enemigo en la cual un oficial se rehusaba a mantener la primera línea, tuvo que recurrir entonces el General a apuntarle con la pistola para amenazarlo lo cual funcionó. Lograron aguantar hasta que llegaron los refuerzos. Al final de este combate en la que se portó como un valiente, el General no fue ascendido pero el que vaciló al inició sí.
Es muy interesante leer los relatos que hace Poncho sobre la gente en la zona Sur del país. Explica que no había habitante que no fuera partidario de Zapata lo cual dificultaba la situación puesto que nadie daba información sobre su paradero y, sin embargo, todos les disparaban. Es importante mencionar que Ildefonso Valentín, veía como erróneo el reconocimiento del ejército federal por parte de Madero y que también decía que “no había revolución más justificada que la zapatista”. Enferma Poncho en Toluca y sus hermanos, Santiago y Ricardo, lo van a buscar para llevarlo a la Ciudad de México.

### Capítulo VIII
En este capítulo Ricardo Vázquez narra los momentos de la vida de Poncho durante y después de la llegada de Madero al poder. Vivía con su hermano en la casa del diputado Mauricio Gómez (el “Güicho”) en Bucareli n.° 95. El sentimiento general era el de libertad, “Valía la pena pasar las galerías de la Cámara de Diputados. […] Generaciones no habían vivido jamás una vida de libertad como aquella”. Corrían rumores de un nuevo golpe en contra del Gobierno, ahora de don Panchito, como le decían al presidente Francisco I. Madero, y Poncho Vázquez siempre fue un alarmista de aquellas historias. Una mañana, el 9 de febrero de 1913, llegó doña Josefina, madre del Güicho, muy alarmada e informó a Poncho y a Ricardo que el General Bernardo Reyes había tratado de entrar al Palacio Nacional a la fuerza. Manda entonces Poncho un memorando al presidente para informarle un plan de captura de “los traidores” Félix Díaz y el General Mondragón que se encontraban en la glorieta de Bucareli. Se va entonces a pelear Poncho contra los de La Ciudadela y se reencuentra con sus hermanos hasta que falleció Madero. Poncho Vázquez se fue entonces a Coahuila, donde fue reafirmado como Capitán Primero por Venustiano Carranza el 31 de marzo de 1913. 
Sostuvo diversos combates : el 5 de abril en Cañón del Bustamante, del 8 al 20 del mismo mes para proteger el ferrocarril entre estación Baján y Espinazo, y el de Hacienda San Felipe. Todos estos combates le valieron finalmente el grado de Mayor el 18 de junio de 1913. Dirige, en ese entonces, el Mayor Vázquez una caballería para la toma de la ciudad de Candela, Coahuila. Se enfrentaba al general Guillermo Rubio Navarrete el día 8 de julio contra quien finalmente salió victorioso.
El autor del libro, Ricardo Vázquez, reprodujo un artículo del General José López Zuazua relatando el trayecto hacia el campo de batalla así como la batalla misma: “se distinguían múltiples fogatas que se encendieron para preparar […] carne asada”, “…noches de verano en las montañas del Norte, son de los más grandiosos […] lo poco común del espectáculo, del ambiente perfumado de la atmósfera y de la claridad del cielo”, “Poncho Vázquez que a pecho descubierto se enfrentaba a las balas homicidas, arrebatando la posición de la plaza”.. Es muy interesante leer este tipo de artículos que nos muestra el tipo de ambiente que había en la revolución así como su día a día; también hay una crítica muy fuerte a la participación de los sacerdotes de las iglesias en hechos de armas. 
Del 11 de julio al 10 de agosto libró varias batallas hasta que fue herido en San Buenaventura, Coahuila y fue trasladado al Hospital Militar en Piedras Negras. Este combate le valió su nombramiento de Teniente Coronel el 29 de agosto de 1913. Todas sus batallas habían sido bajo órdenes directas de Pablo González, pero cuando regresó a las armas terminó formando parte de la Brigada del Nordeste a cargo del entonces Coronel Antonio I. Villarreal. Libró varios combates como los de Topo Chico, Hacienda del Canadá y Montemorelos el cual motivó la captura de un tren en Monterrey el 31 de octubre. 
Durante los primeros días de noviembre luchó casi diario contra las tropas federales en San Carlos y Jiménez, y los obligó a replegarse en la capital de Tamaulipas. Después de haber tomado la capital tamaulipeca se fue a batir contra el enemigo en la Estación La Cruz en donde “tomó parte activísima y distinguiéndose notablemente por su valor y actividad, el Teniente Coronel Vázquez, contra las fuerzas comandadas por el General Rubio Navarrete.”. Se le ordena atacar la ciudad de Monterrey y, avanzando, recibe un ataque del General J. Guardiola Aguirre; el combate duró del 15 de enero de 1914, hasta fines de marzo que Guardiola se repliega a Laredo. El informe del General Pablo González menciona que varios combates en los meses de marzo y abril en Puente de Morales, Rancho de Tierra Blanca, zonas al norte de Monterrey.

### Capítulo IX
El capítulo final de su vida comienza con la Convención de Aguascalientes en el que Villa es nombrado jefe del Ejército convencionista. Poncho Vázquez afirma su resolución de sostener a Carranza y comienza a ganar fama en Monterrey; un artículo de esos días afirmó: “No creemos que en este momento haya en la frontera otro hombre más querido y admirado que el General Vázquez .[…] Tiene veintitrés años.”. Participa Poncho en los combates de enero de 1915 en Ramos Arizpe en donde sufrió una derrota que provocó la evacuación de Monterrey por parte de las fuerzas de la Primera División del Nordeste, a la que pertenece. La narración del General en Jefe menciona que del 3 de febrero al 7 de marzo luchó casi diario el ya General Brigadier Vázquez en San Nicolás de los Garza, Topo Chico y Hacienda del Canadá; y del 8 al 9 de marzo llegaron refuerzos villistas del Bajío que obligaron a Poncho a retirarse al Nordeste del Estado. Se retira el General Villareal a los Estados Unidos por enfriamiento de sus relaciones con Carranza, quedando entonces Ildefonso Valentín Vázquez como Jefe de la Primera División del Nordeste el 1 de marzo de 1915.
El día 29 de marzo ataca a la columna del General José Rodríguez cerca de Matamoros y logra llegar a la plaza para ayudar al General Emiliano P. Nafarrete y juntos logran derrotar al enemigo el 13 de abril de 1915 en un combate que le vale el ascenso a General de Brigada y “un tiro en el pecho que sólo logra, afortunadamente, perforar su saco y destruirle un botón".
Del 18 al 27 de mayo combatió hasta ocupar Monterrey. Fue nombrado Gobernador Interino del Estado, pero las fuerzas villistas no habían abandonado Nuevo León y entonces sale Poncho a combatirlas para finalmente vencerlas. Es premiado por Venustiano Carranza, Primer Jefe del Ejército Constitucionalista, con el ascenso a General de División el 11 de junio, por “su heroico comportamiento, en la acción de armas que libró usted[…] en Icamole, N.L, en cuyo combate resultó usted gravemente herido.”. Su herida, descrita por el doctor Jesús M. González en Monterrey fue provocada por una bala que le atraviesa ambas manos y el abdomen. Muere el día 15, a las cinco y media de la tarde a los 25 años y 3 meses. El autor adjunta su acta de defunción y revela que las últimas palabras del General, al no ver a su madre en su cuarto de Hospital, fueron “¿No ha llegado la señora?”.

### Capítulo X
Este último párrafo es la conclusión de la biografía, Ricardo Vázquez exclama que su hermano “Fue un digno hijo del país.”

## Segunda Parte
Esta parte está compuesta únicamente de artículos de prensa de la época, pero que se hicieron después de su muerte. Los periódicos y fechas de los artículos son los siguientes :
* El Pueblo de Veracruz, 17 y 18 de junio de 1915.
* El Progreso de Laredo, Texas, 16 y 21 de junio de 1915.
* La Raza de San Antonio, Texas, junio de 1915.
* Las Dos Riberas de Río Grande, Texas, 25 de junio de 1915.
* La Evolución de Monterrey, N.L,  16, 18 y 21 de junio de 1915. El artículo del 21 es el homenaje que dio Federico Quiroga para Poncho durante su funeral.
* El Demócrata de Matamoros, Tamaulipas, 22 de junio de 1915.
El último capítulo de la segunda parte son las palabras del Mayor Juan José Arocha pronunciadas la noche del 15 de junio de 1916 en Parras de la Fuente para Poncho a un año de su muerte.
En el artículo de “El Progreso” del 16 de junio escribe Sabás Hinojosa sobre la muerte de Poncho:
“Una mujer pálida por el sufrimiento, demacrada por el dolor, lo llora, llevando el riguroso luto de una madre por la desaparición del hijo querido, esa mujer, es la Patria inconsolable, que enjuga sus lágrimas ante el cadáver de un bueno que restañó sus heridas…  No ha muerto Ildefonso V. Vázquez; porque en el corazón de sus correligionarios ha quedado escrito su nombre con caracteres indelebles […] No ha muerto, sino duerme acariciado por los afables besos de la Patria, que en palabras sollozantes dice a sus hijos “Imitad el ejemplo.”.